# Tracker (série télévisée)
Tracker est une série télévisée américaine créée par Ben H. Winters basée sur le roman The Never Game de Jeffery Deaver,.
Produite par 20th Television, elle est tournée en Colombie-Britannique, au Canada, afin de tirer parti des lieux pittoresques de la région et des studios de cinéma de Vancouver. Winters et Hilary Weisman Graham sont les directeurs de la série.
Elle est diffusée le 11 février 2024, après le Super Bowl LVIII sur CBS et en simultané sur le réseau CTV au Canada.
Dans les pays francophones, la série est diffusée à un rythme hebdomadaire sur Disney+. Au Québec, elle est aussi diffusée à la télévision depuis le 8 janvier 2025 sur Noovo sous le titre Le Traqueur.

## Synopsis
Colter Shaw, survivaliste et traqueur qualifié, gagne sa vie en aidant les forces de l'ordre et les citoyens à retrouver des personnes disparues en échange d'une récompense.

## Distribution

### Acteurs principaux
- Justin Hartley (VF : Marc Arnaud) : Colter Shaw
- Fiona Rene (en) (VF : Ingrid Donnadieu) : Reenie Greene
- Abby McEnany (en) (VF : Ariane Deviègue) : Velma Bruin (saisons 1 et 2)
- Eric Graise (VF : Alexandre Nguyen) : Bob Exley (saisons 1 et 2)
- Robin Weigert (VF : Déborah Perret) : Teddi Bruin (saison 1)

### Acteurs récurrents
- Brent Sexton (VF : Jean-François Aupied) : Keaton (saison 2)
- Floriana Lima (VF : Véronique Desmadryl) : Camille Picket (saison 2)
- Chris De'Sean Lee (VF : Diouc Koma) : Randy (saison 2)
- Pej Vahdat (VF : Thomas Roditi) : Leonard Sharf (saison 2)

### Invités
- Lee Tergesen (VF : Pascal Germain) : Ashton Shaw, père de Colter
- Wendy Crewson (VF : Véronique Augereau) : Mary Dove Shaw, mère de Colter
- Sofia Pernas (VF : Marie Chevalot) : Billie Matalon
- Gil Birmingham : Gus
- Peter Stormare (VF : Féodor Atkine) : Valts
- Jensen Ackles (VF : Fabrice Josso) : Russell Shaw, grand frère de Colter
- Melissa Roxburgh (VF : Adeline Moreau) : Dorian « Dory » Shaw, petite sœur de Colter
- Jennifer Morrison (VF : Cathy Diraison) : Lizzy Hawking

 Source et légende : version française (VF) sur RS Doublage

## Production

### Distribution des rôles
En janvier 2021, Justin Hartley rejoint la série en tant que Colter Shaw. En septembre 2022, Mary McDonnell a été choisie pour jouer Mary Dove Shaw. Ce mois-là, Robin Weigert, Abby McEnany et Eric Graise rejoignent également la série. En avril 2024, Melissa Roxburgh et Jensen Ackles ont été choisis comme invités spéciaux pour incarner respectivement Dory et Russel Shaw,.
Le 4 mars 2024, la série est renouvelée pour une deuxième saison,. En août 2024, la production confirme que Robin Weigert ne reviendra pas pour la deuxième saison.
Le 20 février 2025, la série est renouvelée pour une troisième saison. En juillet, la production annonce que Eric Graise et Abby McEnany ne seront pas de retour.

## Épisodes

### Première saison (2024)
1. Klamath Falls (Klamath Falls)
2. Missoula (Missoula)
3. Springland (Springland)
4. Mt. Shasta (Mt. Shasta)
5. St. Louis (St. Louis)
6. Lexington (Lexington)
7. Chicago (Chicago)
8. Camden (Camden)
9. Aurora (Aurora)
10. En pleine nature (Into the Wild)
11. Au-delà du campus (Beyond the Campus Walls)
12. Officieusement (Off the Books)
13. La Tempête (The Storm)

### Deuxième saison (2024-2025)
Elle a été diffusée du 13 octobre 2024 au 11 mai 2025.
1. Rattrapés par le passé  (Out of the Past)
2. À la frontière du réel (Ontological Shock)
3. L'Elixir des champions (Bloodlines)
4. Ce qui se passe à Napa, reste à Napa (Noble Rot)
5. Le secret de la guérisseuse (Preternatural)
6. Traque dans les bois (Trust Fall)
7. Le Meilleur ami de l'homme (Man's Best Friend)
8. Disparition programmée (The Night Movers)
9. Sur la piste du "Professeur" (The Disciple)
10. Une protection inattendue (Nightingale)
11. La Femme d'affaires (Shades of Gray)
12. Chasse au monstre (Monster)
13. Nom de code Neptune (Neptune)
14. Le Rituel de l'Infini (Exodus)
15. Seule contre toutes (The Grey Goose)
16. Prisonniers du froid (The Mercy Seat)
17. Nuit de folie (Memories)
18. Collision
19. Les Règles du Jeu (Rules of the Game)
20. Echo Ridge

### Troisième saison (2025-2026)
La diffusion de troisième saison est prévue pour le 19 octobre 2025.

## Accueil

### Critiques
La première saison de la série recueille, sur le site agrégateur Rotten Tomatoes, 89 % de critiques positives sur la base de 19 critiques collectées.  Le consensus critique du site est le suivant : « Utilisant à merveille l'attrait fanfaron de Justin Hartley, Tracker adopte une approche spartiate d'une formule classique et produit un divertissement très efficace. ». Metacritic, qui utilise une moyenne pondérée, lui attribue une note de 64 sur 100 sur la base de 15 critiques, indiquant des « critiques généralement favorables ». Sur Allociné, la série obtient une note de 3,7/10 basée sur 225 critiques. Sur l'Internet Movie Database, la première saison atteint une note de 7,6/10 avec 12 000 critiques tandis que la deuxième saison détient une note de 8,1/10 pour 10 500 critiques.

### Audiences
La meilleure audience de la série est réalisée par le premier épisode avec 18,44 million de téléspectateurs. La pire audience est réalisée par l'épisode neuf épisode de la deuxième saison avec 6,48 millions de téléspectateurs.
| Saisons | Diffusion      | Nombre d'épisodes | Lancement       | Lancement       | Final       | Final           | Téléspectateurs (en moyenne) |
| Saisons | Diffusion      | Nombre d'épisodes | Date            | Téléspectateurs | Date        | Téléspectateurs | Téléspectateurs (en moyenne) |
| ------- | -------------- | ----------------- | --------------- | --------------- | ----------- | --------------- | ---------------------------- |
| 1       | Dimanche, 20 h | 13                | 11 février 2024 | 18,44 million   | 19 mai 2024 | 7,65 millions   | 8,29 million                 |
| 2       | Dimanche, 20 h | 20                | 13 octobre 2024 | 8,31 million    | 11 mai 2025 | 8,27 million    | 8,0 million                  |
| 3       | Dimanche, 20 h |                   | 19 octobre 2025 |                 |             |                 |                              |

## Distinctions
| Année | Prix                  | Catégorie                                                               | Nomination | Résultat   |
| ----- | --------------------- | ----------------------------------------------------------------------- | --- | ---------- |
| 2024  | UBCP/ACTRA Awards     | Meilleure performance de cascades                                       | Lauro David Chartrand-Del Valle, Sharlène Royer, Simon Pidgeon, Quentin Schneider, Janene Carleton et Jordan Davis | Lauréat    |
| 2024  | UBCP/ACTRA Awards     | Meilleure performance dans un second rôle dans une série                | Robert Moloney (en)                                                                                                | Nomination |
| 2024  | UBCP/ACTRA Awards     | Meilleure performance dans un second rôle dans une série                | Donald Heng | Nomination |
| 2024  | Leo Awards            | Meilleure coordination de cascades dans un film ou une série dramatique | Lauro David Chartrand-Del Valle et Sharlène Royer                                                                  | Lauréat    |
| 2025  | Leo Awards            | Meilleure performance invitée pour une série dramatique                 | Donald Heng | Nomination |
| 2025  | Leo Awards            | Meilleure performance invitée pour une série dramatique                 | David Lewis | Nomination |
| 2025  | Golden Trailer Awards | Meilleur spot musical télévisé - Séries télévisées/en streaming         | Tracker | Nomination |